# Josef Ehrenberger
Josef Ehrenberger (21. července 1815 Korouhev u Poličky – 7. února 1882 Vyšehrad) byl český vlastenecký kněz a spisovatel historické prózy.

## Život a dílo

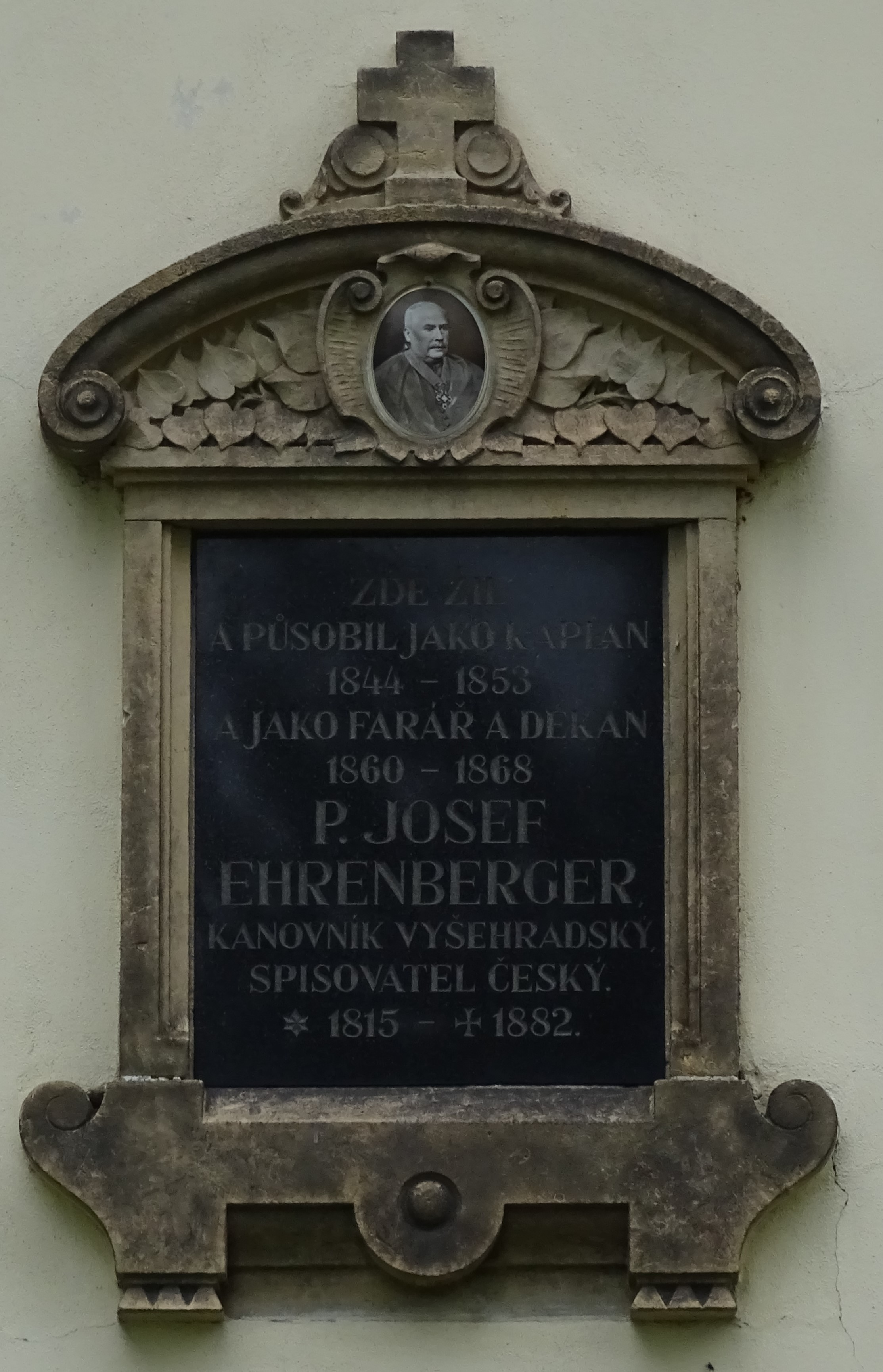
Pamětní deska v Solnici na faře věnovaná Josefu Ehrenbergerovi

Narodil se v rodině sedláka. Rodiče původně nepředpokládali, že by v budoucnu studoval, neposlali ho proto do školy a až do dvanácti let se učil jen doma. Ve volném čase si četl české knihy z bohaté domácí knihovny. Teprve když se mu narodil mladší bratr, dostali rodiče obavy z odvodu jednoho z nich na vojnu a poslali jej na studie. Na gymnáziu a filozofii v Litomyšli si získal oblibu učitelů svými znalostmi Hájkovy kroniky a prací historika Beckovského, které si přinesl z domova. Studium ukončil absolvováním kněžského semináře v Hradci Králové, na kněze byl vysvěcen 25. července 1841. Až do roku 1868 pak působil jako kaplan a farář ve Skuhrově nad Bělou a v Solnici na Rychnovsku. U obyvatel obou farností měl velký respekt. Byl známý svými působivými kázáními, z nichž některá poslouchal i kralovéhradecký biskup. Měl i hluboké znalosti zemědělství, díky čemuž byl zvolen za předsedu rychnovského odboru hradecké hospodářské společnosti. Na jeho přednášky občas chodil i hrabě Kolovrat. Za zásluhy o rozvoj regionu jej město Solnice jmenovalo čestným občanem. Roku 1868 se stal sídelním kanovníkem Vyšehradské kapituly a čestným konsistorním radou u kardinála.
Literární práce začal uveřejňovat roku 1838 v časopisech Květy, Musejník, Lumír a České perly i v kalendářích; později je vydával vlastním nákladem, případně v nakladatelstvích Dědictví maličkých a Dědictví svatojánské. Těžištěm jeho tvorby byly historické povídky, tehdy velmi populární jako lidová četba. Vyprávěl českou historii s vlasteneckým patosem a snažil se morálně ovlivňovat čtenáře. K jeho dílům patřily např. Ostruhy krále Jana nebo Boj a vítězství pravdy Boží v Čechách. Ke konci života napsal román o výminkářích – Lidé dle starého a nového rázu, čili jak bývá na výminku. Jeho kázání vyšla souborně v letech 1852 – 53 a 1874 – 75.
Charakter většiny Ehrenbergerových prací souvisí s dobou, v níž vznikly, a čtenářstvem, kterému byly určeny. Povídky byly tehdy většinou historické a české dějiny pojímaly s téměř zbožnou vážností, aby v nepříliš vzdělaných čtenářích probudily vlastenecké cítění a národní hrdost. V 70. a 80. letech 19. století ale česká literatura i kultura už výrazně pokročila – více se zaměřila na současnost a vzdělanější vrstvy. Ehrenberger byl oceňován za to, že po dlouhá desetiletí vedl prosté obyvatelstvo správným směrem.